# Tramwaje w Limie

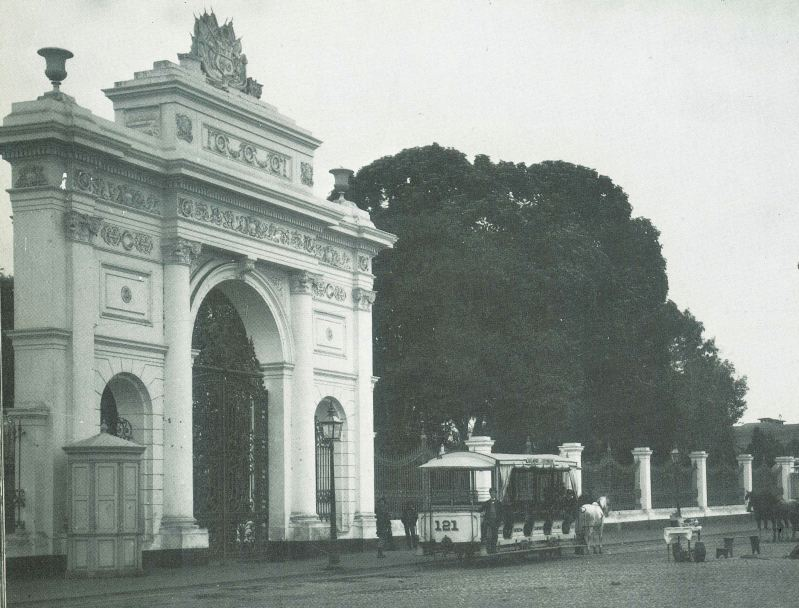
Tramwaj konny w Limie

Tramwaje w Limie − system komunikacji tramwajowej działający w stolicy Peru, Limie.

## Historia
Od 1862 prowadzono próbną eksploatację tramwajów konnych. W 1876 podpisano umowę na eksploatację linii tramwajowej. Oficjalne otwarcie nastąpiło 25 marca 1878. Do 1890 system rozbudowano do trzech linii. Na początku XX w. system składał się z czterech linii:
- 1: Descalzos – Exposición
- 2: Monserrate – Cercado
- 3: Camal – Acequia de Islas
- 4: Malambito – Santa Rosa

W 1903 rozpoczęto budowę pierwszej linii tramwaju elektrycznego. Pierwszą linię tramwaju elektrycznego otwarto 17 lutego 1904 na trasie z Limy do Barranco. 3 marca przedłużono linię do Chorrillos. Linię tę obsługiwała spółka Tranvia Electrico Lima Chorrillos, która w 1906 miała 26 km tras tramwajowych. Linia ta była pierwszą linią tramwaju elektrycznego w Peru. W 1904 miejska spółka Compañia Del Ferrocarril Urbano De Lima podpisała umowę z miastem na elektryfikację linii tramwajowych. Pierwszą zelektryfikowaną linię uruchomiono 1 czerwca 1906 na trasie Descalzos – Exposición. Do 1918 w mieście zelektryfikowano wszystkie linie i łączna ich długość wyniosła 39 km. W latach 20. XX w. uruchomiono pierwsze linie autobusowe i tramwaje od końca lat 20 XX w. zaczęły przynosić straty finansowe i zaczęła zmniejszać się liczba przewożonych pasażerów. We wrześniu 1934 znacjonalizowano dwie spółki tworząc jedną o nazwie Compañía Nacional de Tranvías. Po zakończeniu II wojny światowej stan infrastruktury i taboru znacznie się pogorszył. Ostatecznie tramwaje w Limie zlikwidowano 18 września 1965. 
W 1994 otwarto Museo de la Electricidad, które 22 sierpnia 1997 uruchomiło linię muzealną na nieużywanym torze od 1965. Linia prowadzi wzdłuż Av. Pedro de Osma od Calle Castilla do Calle Montero Rosas. Trasę tę nazwano Vagón del Recuerdo.

## Tabor
Na linii muzealnej eksploatowany jest jeden wagon o nr 97. Wagon ten w 1996 znaleziono ok. 30 km od miasta na złomowisku. Nadany numer wagonowi 97 odnosi się do roku kiedy uruchomiono linię. Tramwaje tego typu zbudowane zostały w 1920 przez Società Ernesto Breda w Mediolanie. Tramwaje powstały w dwóch wersjach miejskiej i nieco większej podmiejskiej. 